# Eremitibis
Eremitibis (Geronticus eremita) är en akut hotad art som bara häckar på två platser i världen. Den tillhör familjen ibisar och är delvis en flyttfågel.

## Utseende och läte
Eremitibisen är en ganska stor ibis med en längd på mellan 70 och 80 centimeter och ett vingspann på 120 till 135 centimeter. Till formen har den långa och breda vingar, ganska kort bred stjärt (fötterna sticker dock inte ut bakom stjärten när den flyger), kompakt lång hals som är fransig, lång nedåtböjd näbb och dess fjäderdräkt är till största delen helsvart. 
Den fullvuxna fågeln har röda ben och rödskimrande mellersta täckare, dess huvud är fjäderlöst och rött med en grå panna, (honorna tycker om hanarna mer ju skalligare de är) och dess näbb är röd. Alla fåglarna har olika mönster på huvudet. Ungefär som våra fingeravtryck. Juvenila fåglar är mörkt svartgråa, med gråa ben och grå näbb med gul spets. Deras huvud är fjäderklätt med mörkgrå fjädrar.
Eremitibisen nyttjar termikvindar och kretsflyger ofta. I flykten verkar den kraftfull och smidig.
Arten är tyst utom i häckningskolonierna, där bland annat ljusa och hesa "hyoh" och gutturala "hrump" hörs.

## Levnadssätt
Eremitibisen häckar i stora kolonier om kanske 40 fåglar och de häckar på klipphyllor eller i grunda grottor. De återfinns i karga områden som halvöken men med närhet till rinnande vatten. De äter insekter och smådjur som ofta plockas på torr mark som åkrar eller vid åkanter.

## Utbredning och status

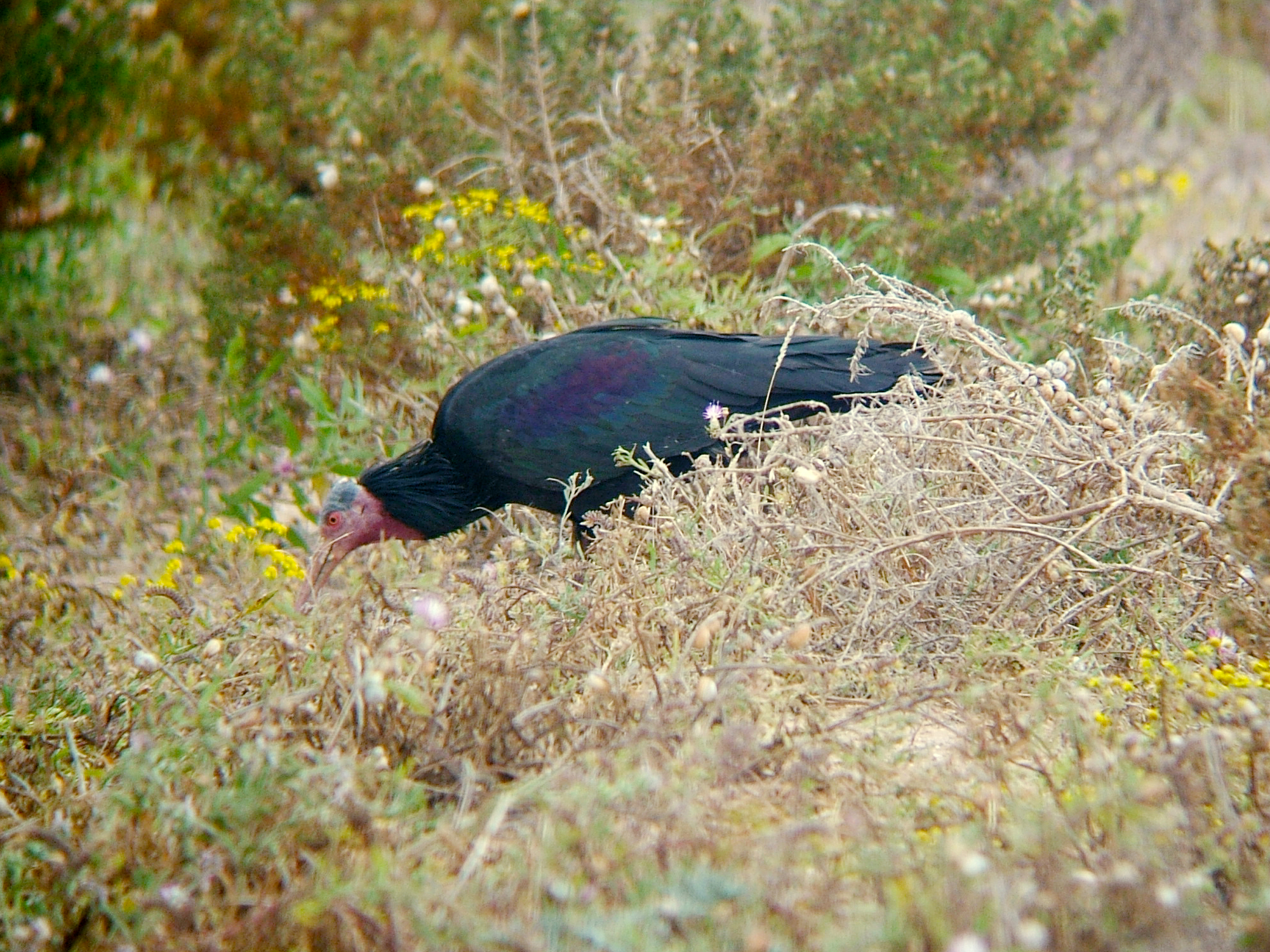
Eremitibis nära häckningsplatsen vid Tamri i Marocko.

Historiskt förekom eremitibisen troligen genom hela Nordafrika och Mellanöstern, tidigare även i södra Europa. Sedan början av 1900-talet är den känd från två olika populationer, en i Marocko och en i Turkiet och Syrien. Den senare troddes vara utdöd sedan 1989, men 2002 upptäcktes en koloni i Talila i Syrien som bestod av tre par och en adult fågel. 2006 fann man att denna koloni övervintrar i Etiopien. Senast eremitibis observerades i Etiopien var 1977 men eftersom deras nuvarande övervintringsområde ligger i ett oländigt område kan de ha förekommit där under längre tid. Denna koloni mellanlandar och provianterar i Jemen innan den avslutar sin flytt. Kolonin i Syrien ser ut att vara förlorad, med senaste häckning 2011, bara en återkommande individ 2013–2014 och ingen alls 2015.
Den marockanska stannfågelspopulationen fanns fram tills nyligen endast kvar i nationalparken Souss-Massa med tre kolonier och i Tamri med en koloni. 2017 upptäcktes dock två nya kolonier. Även andra områden kan möjligen vara på väg att återkoloniseras efter observationer av kringflygande grupper om upp till 12 individer med både vuxna och unga fåglar. 
1995 uppskattades den marockanska populationen till 300 individer med 74 äggläggande par. 1998 minskade den till 59 par efter att 40 fåglar avlidit av okänd anledning 1996. 2015 observerades dock 116 par lägga ägg, vilket resulterade i en världspopulation på 580 individer i slutet av häckningssäsongen, den högsta siffran på 30 år. Beståndet anses numera vara stabilt och arten har därför nedgraderats till den lägre hotgraden starkt hotad av internationella naturvårdsunionen IUCN efter att under många år ansetts vara akut hotad.
Utöver den vilda populationen i Marocko har arten även återinförts i flera områden. I Bireçik i Turkiet finns en koloni med uppfödda eremitibisar på ungefär hundra individer. Det finns även ett projekt att återinföra en flyttfågelpopulation i Österrike och Tyskland, där cirka 30 individer har tränats till att framgångsrikt övervintra i Toscana i Italien. Också i spanska Andalusien planeras arten återinföras. Mellan 2004 och 2009 släpptes runt 190 fåglar och 2008 lade ett par två ägg, vilket möjligen är den första häckningen i det fria i Spanien på 500 år. Upp till 24 häckande individer häckade 2013 och 25 2014. 2017 misslyckades häckningen dock nästan helt efter predation från berguv. Populationen är ännu inte självförsörjande.
I oktober 2023 observerades fem individer från det österrikiska projektet i Jönköpingstrakten dit de förvillat sig. Det är första gången fågeln har observerats i Sverige.